# Christian Sinding
Christian August Sinding (11 de gener de 1856 – 3 de desembre de 1941) va ser un compositor noruec. És conegut sobretot per la seva obra lírica per a piano Frühlingsrauschen (Esbufec de primavera, 1896). Sovint va ser comparat amb Edvard Grieg i considerat com el seu successor.

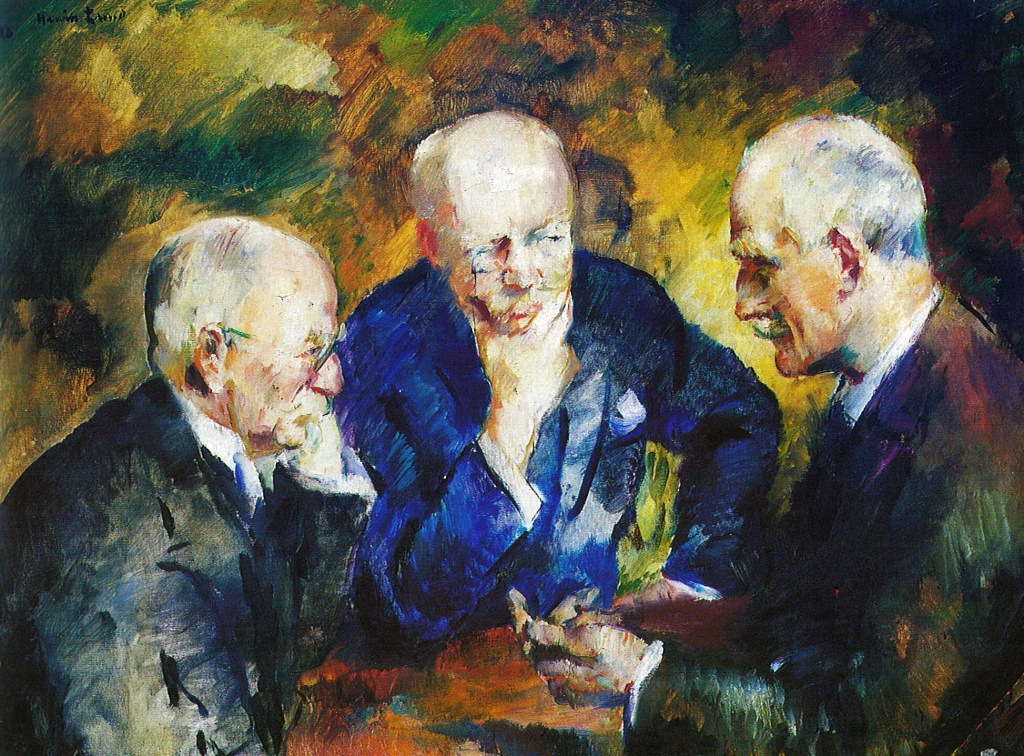
Christian Sinding, Gunnar Heiberg i Knut Hamsun, pintat per Henrik Lund, 1926

## Família
Sinding va néixer a Kongsberg a Buskerud, Noruega. Els seus pares eren el superintendent Matthias Wilhelm Sinding i Cecilie Marie Mejdell. Era germà del pintor Otto Sinding i de l'escultor Stephan Sinding. La seva germana Thora Cathrine Sinding estava casada amb el jurista Glør Thorvald Mejdell.
Christian Sinding era un nebot de Nicolai Mejdell i Thorvald Mejdell. També va ser cosí germà del periodista i escriptor Alfred Sinding-Larsen.
El novembre de 1898 es va casar amb l'actriu Augusta Gade, de soltera Smith-Petersen (1858–1936). Era filla de Morten Smith-Petersen i Cathrine von der Lippe. Abans havia estat casada amb el metge i mecenes de l'art Fredrik Georg Gade.

## Carrera
Va estudiar música primer a Christiania (actual Oslo) abans d'anar a Alemanya, on va estudiar al conservatori de Leipzig amb Salomon Jadassohn i va caure sota les influències musicals de Wagner i Liszt. Va viure a Alemanya durant gran part de la seva vida, però va rebre subvencions regulars del govern noruec. El 1921 va anar als Estats Units d'Amèrica per ensenyar composició durant una temporada a l'⁣Eastman School of Music de Rochester, Nova York.
Les editorials de Sinding li exigien piano i música de cambra, que tenien més vendes que les obres simfòniques que preferia. El seu propi instrument era el violí. El gran nombre de peces i cançons líriques per a piano curtes que Sinding va escriure ha fet que molts el vegin com l'hereu del seu compatriota, Edvard Grieg, no tant en l'estil musical sinó com a compositor noruec amb fama internacional. Sinding és recordat avui per una de les seves obres per a piano, Frühlingsrauschen ( Esbufec de primavera, 1896). Entre les seves altres obres hi ha quatre simfonies, tres concerts per a violí, un concert per a piano, música de cambra, cançons i obres corals de textos noruecs i una òpera, Der Heilige Berg (La muntanya sagrada, 1914).

## Premis
Sinding va ser nomenat membre de l'⁣orde de Sant Olav el 1905 i comandant el 1916, i el 1938 va rebre la Gran Creu. Va ser nomenat comandant de l'⁣orde de Vasa i el 1905 va ser nomenat membre de la Reial Acadèmia de Música de Sueca. El 1924 se li va concedir l'honor de residir tota la vida a l'antiga casa de Henrik Wergeland, Grotten a Oslo.

## Llegat
Sinding havia patit una demència senil severa des de finals de la dècada de 1930. Vuit setmanes abans de la seva mort el 1941, Sinding es va unir al partit nazi noruec, Nasjonal Samling, però, la seva targeta de membre no estava signada. Els nazis tenien una forta motivació per reclutar Sinding, ja que era tremendament popular abans de la guerra tant a Noruega com a Alemanya. Després de l'alliberament de Noruega al final de la Segona Guerra Mundial, era pràctica oficial que el sistema nacional de radiodifusió boicotejava a persones considerades simpatitzants nazis. Com a conseqüència, la reputació de Sinding després de la guerra a Noruega es va tornar relativament fosca. Les circumstàncies que envolten la pertinença del compositor continuen generant polèmica. Sinding havia fet diverses declaracions contra l'ocupació nazi. Havia lluitat pels drets dels músics jueus durant la dècada de 1930 i era un amic íntim de Nordahl Grieg.

## Documents
Cartes de Christian Sinding conservades a l'Arxiu de l'Estat de Leipzig, arxiu de l'empresa de l'Editorial Musical CFPeters (Leipzig).